# آکستل (کنتاکی)
آکستل (به انگلیسی: Axtel) یک منطقهٔ مسکونی در ایالات متحده آمریکا است که در شهرستان برکینریج، کنتاکی واقع شده‌است. آکستل ۱۸۱٫۰۵ متر بالاتر از سطح دریا واقع شده‌است.